# テムデイ
テムデイ（モンゴル語: Temüdei,中国語: 忒木台,? - ?）とは、13世紀初頭のトランギト・ジャライル出身で、モンゴル帝国の華北方面タンマチ（辺境鎮戍軍）司令官を務めた人物。『元史』などの漢文史料では忒木台(Temüdei >tèmùtái)、あるいは忒木歹火児赤（テムデイ・コルチ）（Temüdei Qorči >/tèmùdǎi huŏérchì）と記される。

## 概要
『元史』によると、祖父コゴチャ（Qoγoča>豁火察/huōhuŏchá）及び父ジョチ・チャウルカンはともにチンギス・カンに仕えて功績を挙げており、モンゴル帝国譜代の名家であった。テムデイはチンギス・カンの中央アジア遠征中にオゴデイの指揮下でカンクリ部討伐に従軍し、カンクリ部長を捕虜にする功績を挙げた。また、チンギス・カン晩年の西夏遠征にも従軍し功績を挙げている。
チンギス・カンの死後オゴデイがカアンに即位すると、テムデイは華北（ヒタイ）方面のタンマチ司令官として抜擢され、後に「五投下探馬赤」或いは「五部探馬赤」とも称されるウルウト・マングト・イキレス・コンギラト・ジャライルの五部族から抽出・編成された軍隊を率いた。テムデイの同僚としてともに派遣された人物にフーシン部のタガチャルがいるが、テムデイとタガチャルの関係はチンギス・カン時代に左翼万人隊長を務めたジャライル部のムカリと右翼万人隊長を務めたフーシン部のボロクルの関係をモデルにしたものと見られている。
また、テムデイはかつてのムカリの職務の一部を受け継いだ証として、ムカリの称号の1つ「行都行省事」をオゴデイより与えられた。同様に、遼東方面におけるムカリの職務を受け継いだタンマチ司令官のサリクタイは「権皇帝」という別のムカリの称号を受け継いでいる。また、『聖武親征録』では金朝遠征で先鋒を務めたのはスブタイ・バートル、テムデイ・コルチ、グユク・バートル、タガチャルの4名であったと記されるが、この内スブタイとグユクがトゥルイ軍に属する前鋒で、テムデイとタガチャルはオゴデイ軍に属する前鋒であったと考えられている。ただし、前線で活躍したのは主にタガチャルのようで、テムデイが実践で功績を挙げたという記録は少ない。この傾向は息子の世代まで続き、タガチャルの息子ベルグテイ・孫ミリチャルが前線で戦死したのに対し、テムデイの息子アウルクチはやはり前線で戦った記録は少ない。
金朝の征服後、テムデイは河南を平定した功績により2千戸を与えられたが、この後もテムデイはタガチャルとともに華北でタンマチを率い駐屯し続けた。また、この頃テムデイとタガチャルのタンマチは駐屯地で徴兵した漢人兵を編入して4万人隊からなる軍団を組織し、この軍団は後に「河南淮北蒙古軍」と呼称されるようになった。「モンゴル兵と現地兵の混成軍である」、「4っつの万人隊からなる」、「戦闘の終了後も現地に駐屯し続ける」という要素はイラン方面に派遣されたチョルマグンのタンマチと一致し、両者が全モンゴル帝国の辺境軍事政策の一環としてモンゴル帝国の中枢で立案されたものと考えられる。
ただし、オゴデイより「特に命じられ」率いていた「五投下探馬赤」はこの時期テムデイの指揮下から離れていたようである。晩年にはモンケの南宋遠征に従い四川方面に攻め入ったが、常にモンケと行動をともにし出戦すれば必ず勝利を収めたという。テムデイがいつ頃亡くなったかは不明であるが、後に太原・平陽・河南などの民はテムデイがみだりに人を殺さなかったことを懐かしみ、祠を建てて祀ったという。

## トランギト・ジャライル部
- コゴチャ（Qoγoča ＞豁火察/huōhuŏchá）
  - ジョチ・チャウルカン（J̌öči ča'urqan ＞朔魯罕/shuòlŭhǎn,جوچی جاورقای/jūchī jāūrqāī）
    - 都行省テムデイ（Temüdei ＞忒木台/tèmùtái）
      - 蒙古軍万戸アウルクチ（A'uruγči ＞奥魯赤/àolŭchì）
        - 明威将軍バイジュ（Baiǰu ＞拜住/bàizhù）
        - 蒙古軍都万戸トゴン・ブカ（Toγon buqa ＞脱桓不花/tuōhuán bùhuā）

  - ジョチ・ダルマラ（J̌öči darmala ＞拙赤答児馬剌/zhuōchì dáérmǎlà,جوچی ترمر/jūchī tarmala）
    - クトクト（Qutuqtu ＞قوتوقتو/qūtūtqū）
    - クトクダル（Qutudar ＞قوتوقدار/qūtūqdar）
    - クンドゥカイ（Qunduqai ＞قوندقای/qūndqāī）
    - イルゲイ（Ilügei ＞یلکای/īlkāī）
    - アルカン（Arkan ＞ارکن/arkan）